# Фирсов, Иосиф Евдокимович
Иосиф Евдокимович Фирсов (1881 Курская губерния — 28 мая 1944) — Подполковник РККА, подполковник Российской императорской армии, участник Первой мировой войны и Гражданской войны на Украине.
Один из двух кавалеров ордена Святого Георгия 4-й степени с лавровой ветвью, был также кавалером Георгиевского оружия. После Октябрьской революции служил в рядах Красной армии. В 1930 году осуждён на пять лет лишения свободы, а в 1937 — на семь. Реабилитирован в 1957 году.

## Биография
Иосиф Евдокимович Фирсов родился в селе Слоновка Курской губернии в православной крестьянской семье. Окончил Одесское военное училище. Был рядовым Российской императорской армии, затем старшим фейерверкером.  Подпоручик 115-го пехотного полка. Принимал участие в Первой мировой войне. Служил в составе 71-й артиллерийской бригады. В августе 1917 года на Румынском фронте, во время отступления были убиты все командиры бригады, и она была на грани окружения. Иосиф Евдокимович фактически возглавил батарею в составе артиллерийской бригады, хотя и не имел офицерского звания. Благодаря Фирсову бригада не попала в окружение и смогла отстоять свои позиции. 9 октября 1917 года был награждён орденом Святого Георгия 4-й степени с лавровой ветвью и произведён в подпоручики.
В 1918 году вступил в ряды Красной армии, был начальником штаба Приволжского военного округа. С 1918 по 1930 годы был помощником начальника и преподавателем тактики в Киевской пехотной школе имени Рабочих Красного Замоскворечья. С 1918 по 1922 годы, будучи главой 1-й отдельной курсантской бригады, принимал участие в Гражданской войне на Украине.
В 1930 году был приговорён к пяти годам лишения свободы в исправительно-трудовых лагерях и выслан в Алма-Ату. В Алма-Ате занимался преподаванием военных предметов в различных высших учебных заведениях (КазГУ, КазГМИ, КазПИ). В 1937 году был вновь арестован и приговорён к 8 годам лишения свободы и выслан на Колыму. 29 декабря 1937 года тройкой НКВД Алма-Атинской области был приговорён к расстрелу за контрреволюционную деятельность. Согласно свидетельству о смерти, выданному в 1957 году, он скончался 28 мая 1944 года от туберкулёза лёгких. Однако такие свидетельства с вымышленными данными о дате и причине смерти, призванными скрыть масштабы расстрелов, выдавались в те годы многим людям (в частности, родственникам известного писателя Бабеля в таком свидетельстве сообщили ложную дату его смерти). Скорее всего, Фирсов был расстрелян вскоре после вынесения приговора. Его реабилитация состоялась 6 апреля 1957 года.

### Семья
Его женой была Любовь Филипповна (30 сентября 1890 — 20 ноября 1982), которая приходила из дворянского рода Шариповых. В их браке родилась дочь Александра Иосифовна Рава-Головкова.

## Награды
Иосиф Евдокимович Фирсов был одним из двух кавалеров ордена Святого Георгия 4-й степени с лавровой ветвью. Приказом по армии и флоту от 9 октября 1917 года он был удостоен Георгиевского оружия. В 1922 году получил благодарность от Революционного военного совета «за участие в ликвидации банд на Украине в 1921—1922 годах».